# Bulia californica
Bulia californica är en fjärilsart som beskrevs av Richards 1939. Bulia californica ingår i släktet Bulia och familjen nattflyn. Inga underarter finns listade i Catalogue of Life.